# Ahvaz Airport
De luchthaven Ahvaz Airport bevindt zich aan de oostkant van de stad Ahvaz in de provincie Khuzestan in Iran.

## Luchtvaartmaatschappijen en bestemmingen
| luchtvaartmaatschappij | bestemmingen                              |
| ---------------------- | ----------------------------------------- |
| Caspian Airlines       | Dubai                                     |
| Iran Air               | Isfahan, Jeddah, Kuwait, Teheran-Mehrabad |
| Iranair Tours          | Isfahan, Mashad                           |
| Iran Aseman Airlines   | Teheran-Mehrabad                          |
| Kish Air               | Teheran-Mehrabad                          |

## Ongelukken
- Op 19 april 1970 verongelukte een Douglas C-47B van de Air Taxi Co. Het vliegtuig overtrok tijdens de start en werd door de brand die vervolgens uitbrak volledig verwooest. Alle 25 inzittenden hebben het ongeluk overleefd.[1]